# Töpferscheibe

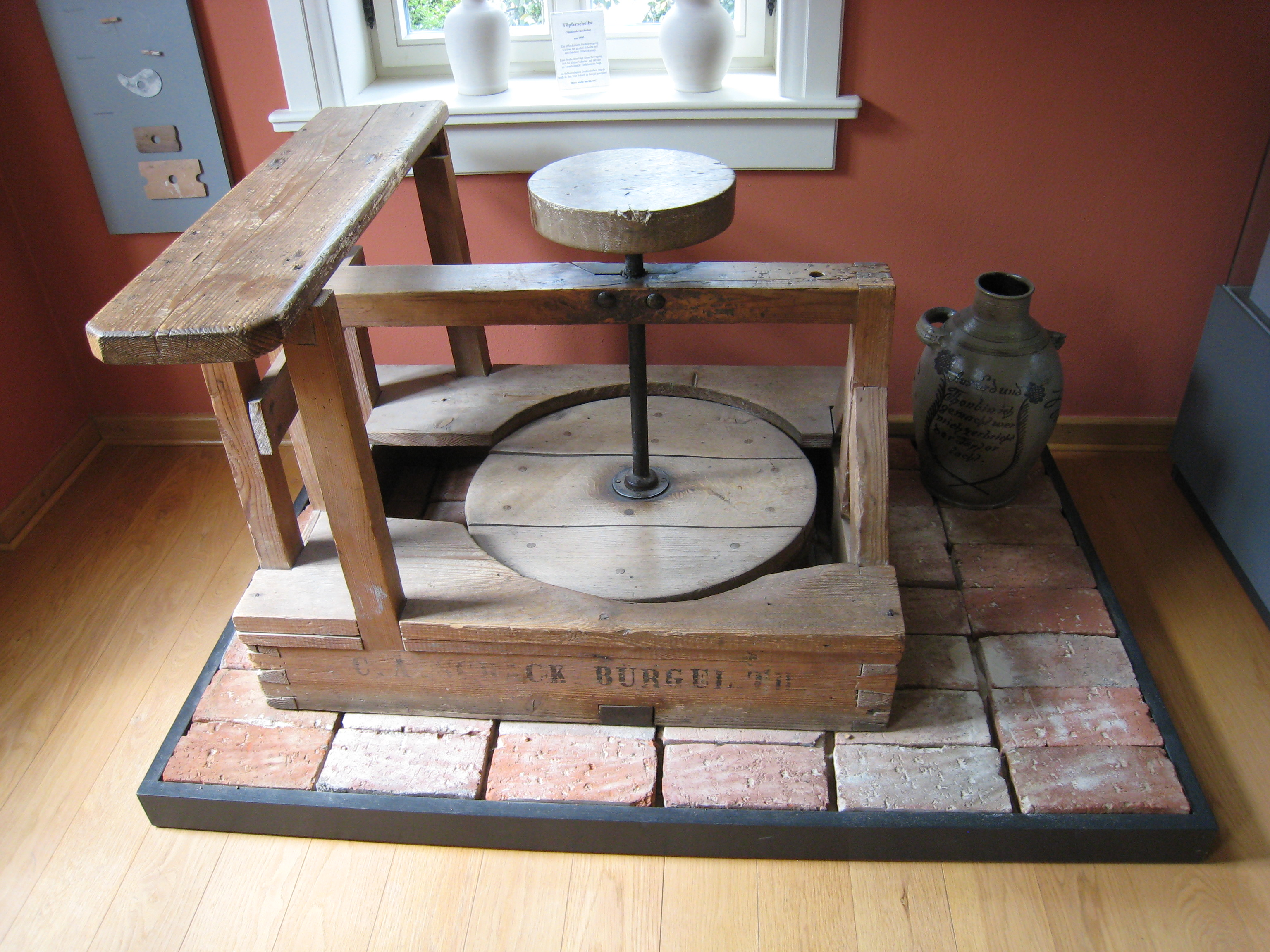
Töpferscheibe für Fußantrieb im Keramik-Museum Bürgel (2014)

Die Töpferscheibe oder Drehscheibe ist eine sich horizontal drehende Scheibe aus Holz oder Metall, auf der der Töpfer ein rotationssymmetrisches Gefäß formt.

## Arten
Töpferscheiben unterscheiden sich in langsam und schnell drehende Scheiben. Die langsam drehende Töpferscheibe wird meist per Hand in Drehung versetzt und hilft beim Erstellen von Keramiken aus mehreren Tonstücken (Aufbauen). Die schnell drehende Töpferscheibe ermöglicht die Technik des Hochziehens. Dabei wird das Gefäß aus einem einzelnen Tonklumpen erzeugt, der in die Mitte der Töpferscheibe gelegt und dann mit der Hand ausgehöhlt und zwischen den Fingern in die Höhe gezogen wird, so dass eine gleichmäßige, glatte Wand entsteht. Diese Technik beschleunigt nicht nur den Herstellungsvorgang erheblich, sondern sorgt für regelmäßigere, symmetrische Formen.

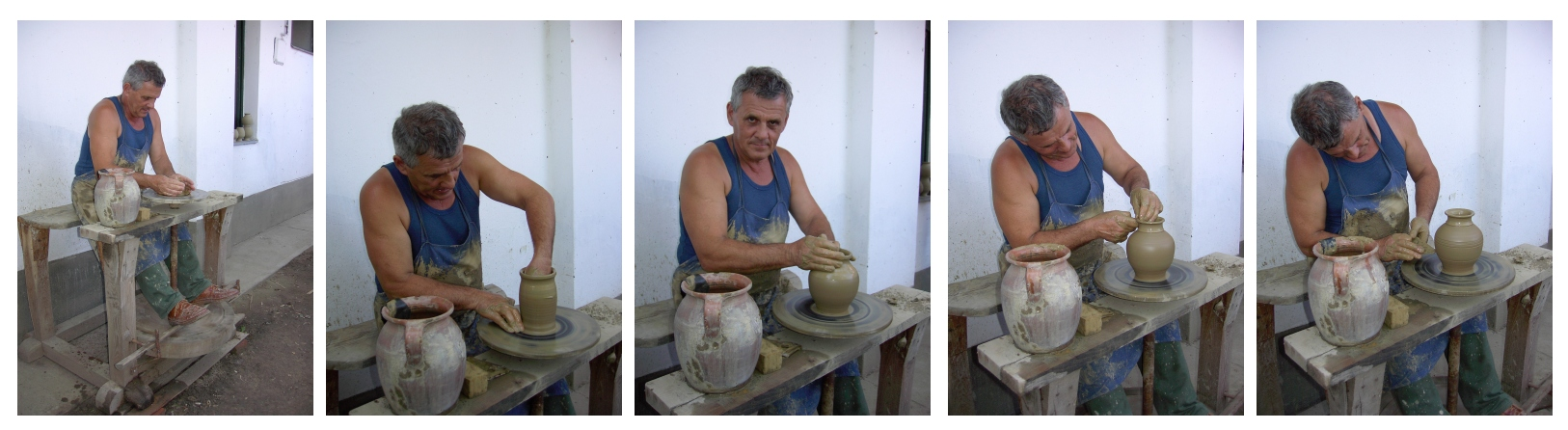
Ungarischer Keramiker beim Arbeiten mit der Töpferscheibe

## Antrieb

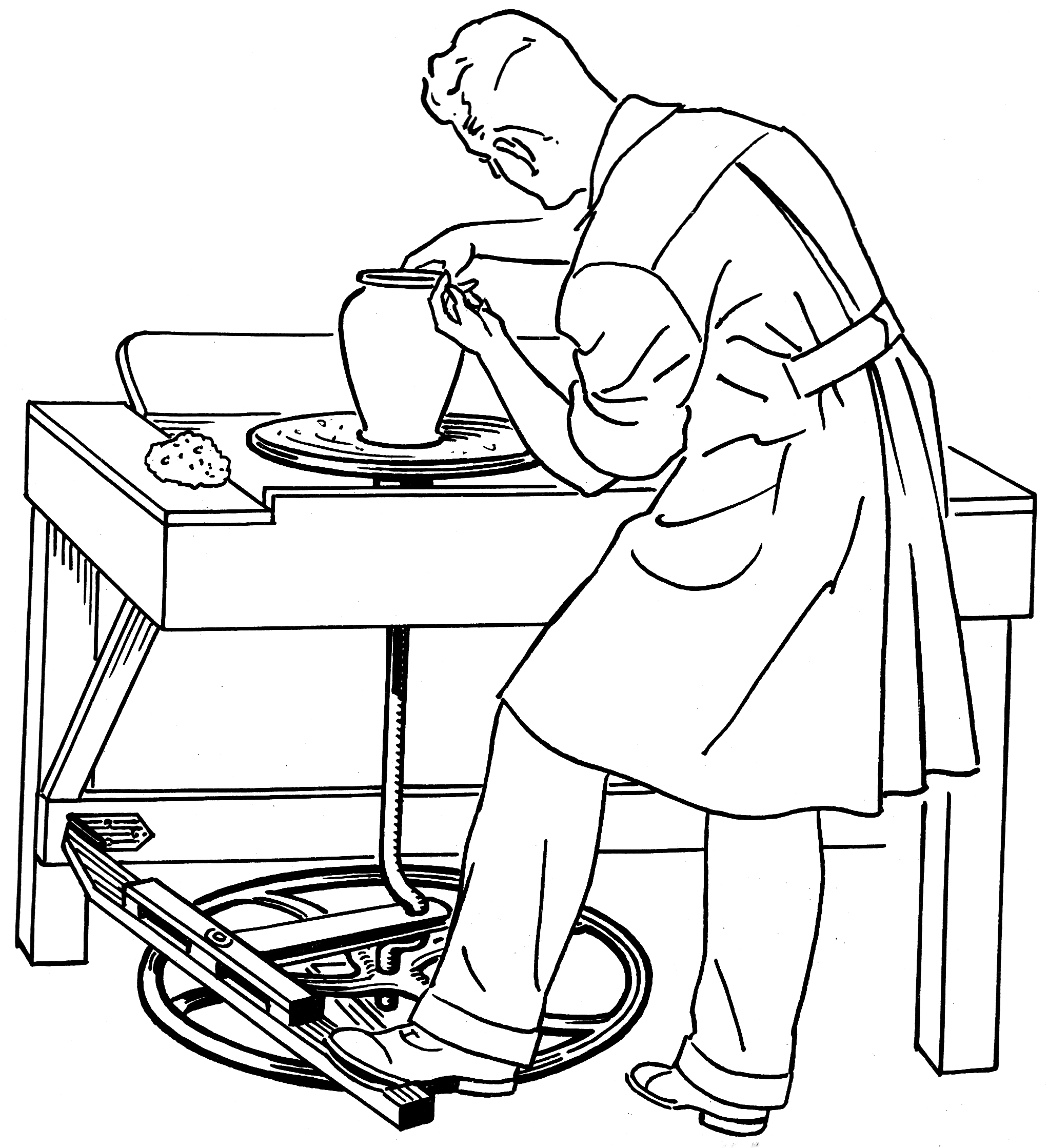
Schnell drehende Töpferscheibe mit Fußantrieb

Die schnell drehende Töpferscheibe wurde meistens mit den Füßen angetrieben. Dazu wurden zwei Scheiben, der obere Scheibenkopf und die untere Schwungscheibe, mit einer senkrechten Achse verbunden. Auf der oberen wurde gearbeitet, die untere wurde mit den Füßen in Drehung versetzt. So konnte der Töpfer gleichzeitig mit dem Ton arbeiten und die Töpferscheibe in Schwung halten. Eine Alternative war das Töpferrad, das im Mittelalter aufkam. Anstelle der Fußscheibe wurde ein Rad mit Speichen verwendet, das mit einem Stock in Drehung versetzt den Nachteil hatte, dass der Töpfer seine Arbeit immer wieder unterbrechen musste, um das Rad in Schwung zu versetzen. Moderne Töpferscheiben werden elektrisch angetrieben.

## Geschichte
Die älteste Töpferscheibe wird auf etwa 3000 v. Chr. datiert und stammt aus Mesopotamien. Oft wird daher den Sumerern die Erfindung der Töpferscheibe zugeschrieben. Es gibt jedoch ältere Keramikfunde aus Indien, die nahelegen, dass die Indus-Kultur die schnell drehende Töpferscheibe möglicherweise schon im 5. Jahrtausend v. Chr. kannte. Auch in Ägypten war die Töpferscheibe seit dem 3. Jahrtausend v. Chr. bekannt. Möglicherweise wurde dort die fußbetriebene Töpferscheibe erfunden.